# Gerdau
Gerdau (Жердау) — бразильская сталелитейная компания, крупнейшая в Латинской Америке. Кроме Бразилии, имеет предприятия в США, Канаде, Мексике, Перу, Колумбии, Аргентине, Уругвае, Доминиканской Республике и Венесуэле, а также ведёт добычу железной руды в штате Минас-Жерайс.

## История
Компания основана в 1901 году как фабрика по производству гвоздей эмигрантом из Германии Йоханнесом Гердау (в Бразилии стал Жоау Жердау). В 1946 году компания выпустила акции и в 1948 году приобрела собственное сталелитейное производство. В 1957 году начал работу второй сталелитейный завод, а через четыре года — первый в Латинской Америке комбинат непрерывного производства стали. В 1969 году была куплена компания Siderúrgica Açonorte (Ресифи, Бразилия), а в 1971 году совместно с немецкой Thyssen AG началось строительство нового сталелитейного комбината в Рио-де-Жанейро, названного Cosiqua. Также в то время компания создала сеть минизаводов по переработке металлолома. Первым зарубежным приобретением стал уругвайский завод Laisa. В 1989 году была куплена канадская компания Courtice Steel Inc. Значимыми приобретениями в 1990-х годах были чилийские компании Indac и Aza, объединённые в Gerdau Aza; канадская Manitoba Rolling Mills Inc. (ставшая Gerdau MRM); аргентинская Sociedad Industrial Puntana SA (SIPSA); 33-процентная доля в аргентинской Sipar Laminacion de Aceros; также было куплено несколько бразильских компаний, приватизированных в начале 1990-х годов. В 1997 году для всех этих активов была создана холдинговая компания Gerdau S.A., акции которой были размещены на фондовой бирже Сан-Паулу, а в 1999 году — также и на Нью-Йоркской фондовой бирже. В том же 1999 году у японской Kyoei Steel за 262 млн долларов была куплена 75-процентная доля во флоридской компании AmeriSteel; с этой покупкой производство стали на предприятиях группы превысило 7 млн тонн в год. В 2002 году куплена канадская компания Co-Steel, объединённая с AmeriSteel под названием AmeriSteel Whitby.
В 2004 году была куплена колумбийская компания Diaco & Siderurgia del Pacifico. В 2005 году приобретены активы по производству специальной стали в Испании (проданы в 2016 году). В 2007 году за 1,5 млрд долларов была куплена компания Quanex с тремя комбинатами в США, а также венесуэльская компания Sizuca.

## Деятельность
Объём производства стали на сталелитейных комбинатах группы в 2020 году составил 13 млн тонн, что соответствовало 32-му месту в мире.
В списке Forbes Global 2000 за 2019 год компания занимала 1736-е место.